# Otto Schäfer (Politiker, 1912)
Otto Schäfer (* 26. März 1912 in Berlin; † 14. Februar 1973 in Buchholz in der Nordheide) war ein deutscher Politiker (CDU) und Mitglied des Niedersächsischen Landtages.

## Leben
Nach dem Ende der Oberrealschule ging Otto Schäfer als Berufssoldat zur Reichswehr. Er wurde schwer verwundet und aufgrund dessen in den Wehrersatzdienst versetzt. Forthin arbeitete er beim Wehrbezirkskommando Hirschberg im Riesengebirge. 
Nach Kriegsende lebte Schäfer in Tostedt bei Hamburg, er arbeitete dort von 1947 bis 1955 im öffentlichen Dienst. Ab 1956 war er als Versicherungskaufmann tätig. Im selben Jahr wurde er in Tostedt Ratsmitglied und in den Jahren 1956 bis 1964 Kreistagsmitglied.
Er trat im Jahr 1960 in die CDU ein und übernahm im Jahr 1967 den Vorsitz im CDU-Kreisverband Harburg-Land. Zudem wurde er Landrat im Jahr 1968 im Kreis Harburg. Vom 15. April 1971 bis 14. November 1972 war er erster Bürgermeister der Samtgemeinde Tostedt.
Vom 21. Juni 1970 bis 14. Februar 1973 war Schäfer Mitglied des Niedersächsischen Landtages (7. Wahlperiode).